# Hyuri
Hyuri Henrique de Oliveira Costa, conosciuto semplicemente come Hyuri (Rio de Janeiro, 29 settembre 1991), è un calciatore brasiliano, attaccante del Volta Redonda.

## Carriera
Il 26 gennaio 2014 si trasferisce nella Chinese Super League, siglando un contratto con il Guizhou Renhe.
Il 5 gennaio 2016 ritorna in Brasile con l'Atlético Mineiro, come uno dei rinforzi voluti dal club all'inizio della stagione per potersi riconfermare campione della Coppa Libertadores. Compie il suo debutto nella vittoria per 3-0 contro lo Schalke 04, in un'amichevole giocata il 13 gennaio seguente.

## Palmarès

### Competizioni nazionali
- Supercoppa di Cina: 1

Guizhou Renhe: 2014

### Competizioni statali
- Campionato Alagoano: 1

CRB: 2023
- Campionato Paraense: 1

Paysandu: 2024